# Per Tegnér
Per Tegnér, född 22 april 1944, död 1 juni 2018, var en svensk civilekonom och generaldirektör. 
Tegnér utbildade sig vid Handelshögskolan i Stockholm och arbetade närmare 30 år vid Näringsdepartementet, bl.a. som departementsråd och chef för enheten för statliga bolag. Under denna tid medverkade han i strukturförändringarna inom varvsindustrin, samt försäljning och börsnotering av statliga bolag. Tegnér var generaldirektör för Rymdstyrelsen 1998–2009 och då även svensk chefsdelegat vid den Europeiska rymdorganisationen (ESA). Under två perioder, 2002–2005 och 2007–2008, var han även ordförande för ESA:s råd. Under 2008–2011 var Tegnér ordförande för styrelsen för EU-kommissionens myndighet för satellitnavigering. 
Per Tegnér var också kulturellt intresserad och han var ordförande för Sällskapet Romeo & Julia Körens vänner.